# Vladimir Golenichtchev
Pour les articles homonymes, voir Golenichtchev.
Vladimir Semionovitch Golenichtchev ou Golenischeff (en russe : Владимир Семёнович Голенищев), né le 29 janvier 1856 et mort le 5 août 1947 à Nice, est un égyptologue russe.

## Biographie
Vladimir Golenichtchev, qui a consacré sa vie à l’étude de l'Égypte antique, a rassemblé une collection comprenant plus de six mille objets. Considérée comme l'une des meilleures au monde, elle est devenue la base de la collection du Musée des Beaux-Arts Pouchkine de Moscou.
Il a effectué une trentaine d'expéditions à travers l'Égypte (dont une en 1888-1889 avec Vladimir de Bock), où il s’est installé à partir de 1915, tout en conservant un pied-à-terre à Nice où il habitait avec son épouse Cécile. Ayant fait un nombre important de découvertes, traduisant de nombreuses inscriptions et répertoriant des monuments, il a jeté les bases de l'égyptologie en Russie. Spécialiste d'épigraphie égyptienne, il était également un grand polyglotte, correspondant aussi bien en français, allemand ou anglais avec ses collègues.
Il a acquis plusieurs papyrus célèbres, dont le papyrus de Moscou, ainsi que le papyrus des Mésaventures d'Ounamon, intitulé officiellement Papyrus Pushkin 120, et acheté au Caire. Ces deux papyrus font désormais partie de la collection du Musée Pouchkine.
En 1923, il a fondé une chaire d'égyptologie à l'université du Caire où il a enseigné jusqu'en 1929.
À sa mort, sa bibliothèque et une partie de ses archives ont été données à l’École pratique des Hautes Études (Paris) donnant ainsi naissance au Centre Wladimir Golenischeff. D'autres archives sont conservées au Griffith Institute (Oxford).